# Новосёловка (Новомосковский район)
Новосёловка (укр. Новоселівка) — село,
Песчанский сельский совет,
Новомосковский район,
Днепропетровская область,
Украина.
Код КОАТУУ — 1223285502. Население по переписи 2001 года составляло 968 человек.

## Географическое положение
Село Новосёловка находится на левом берегу реки Самара в месте, где она разливается в озеро им. Ленина,
выше по течению на расстоянии в 4 км расположено село Песчанка.
Река в этом месте извилистая, образует лиманы, старицы и заболоченные озёра.
Рядом проходит автомобильная дорога М-04 (E 50) и М-18.

## Экономика
- База отдыха «Сосновый бор».
- Туристический комплекс «Маяк».

## Объекты социальной сферы
- Школа І-ІІ ст.

## Религия
- Церковь Успения Пресвятой Богородицы.